# 칼새
칼새(영어: Pacific swift, 학명: Apus pacificus 아푸스 파키피쿠스[*])는 칼새목 칼새과의 한 종이다. 여름새로서 뚜렷한 위꽁지덮깃과 담색의 멱을 빼고는 전체적으로 흑갈색을 띤다. 해안과 섬의 암벽과 높은 산의 바위, 굴 또는 오래된 높은 건물 등에서 집단으로 번식한다. 하늘을 날면서 먹이를 찾고 대개는 큰 무리를 이룬다.
몸 길이는 20cm, 날개길이 17-18cm, 날개를 편 길이 43cm, 꼬리길이 7-9cm이다. 날개는 가늘고 긴 낫 모양으로 끝이 뾰족하며 꼬리는 제비처럼 깊게 패었다. 흰색의 멱과 허리를 제외한 전체가 검은 색이며, 배에 가늘고 흰 줄무늬가 있지만 잘 보이지 않는다. 영어 이름인 swift는 '재빠른'이라는 뜻인데, 칼새 역시 재빠르게 하늘을 날아다니며 번식기를 제외하고는 땅이나 나무에 거의 앉지 않는다.
번식지에서는 예리한 소리를 내면서 서로 쫓고 쫓기며 날아다닌다. 공중에서 교미하며 나는 속도가 빠르다. 암벽에서 발가락으로 매달려 쉴 때도 있다.
암벽의 균열이나 암벽면에 둥지를 트는데, 높은 산에서는 화분과 식물의 줄기나 잎을 침으로 접착시켜 밥그릇 모양의 둥지를 만들어 옆면을 암벽에 밀착시킨다. 해안이나 섬에서는 해조류로 둥지를 만드나, 때로는 솔잎·깃털·상록수의 마른잎 등을 쓰기도 한다. 6-7월에 2-3개의 알을 낳는데, 모양은 길쭉한 타원형으로 흰색이다. 파리·딱정벌레·벌·매미 등을 잡아먹는다. 여름에 우리나라를 찾아온다.